# Бетола (Верона)
Бетола је насеље у Италији у округу Верона, региону Венето.
Према процени из 2011. у насељу је живело 24 становника. Насеље се налази на надморској висини од 643 м.